# S/2020 S 3
S/2020 S 3 es un satélite natural de Saturno descubierto por Edward Ashton, Brett J. Gladman, Jean-Marc Petit y Mike Alexandersen en 2020 utilizando el telescopio Subaru en los observatorios de Mauna Kea. Fue anunciado por el Centro de Planetas Menores el 5 de mayo de 2023 luego de un periodo de 18 observaciones entre el 3 de julio de 2019 y el 9 de julio de 2021 en el que se confirmó la órbita del satélite.

## Características orbitales
S/2020 S 3 orbita a Saturno en 896.35 días (2 años y 166 días) con un semieje mayor de 17 980 000 km. Su excentricidad orbital es de 0.038 y su inclinación orbital es de 47.1°.
S/2020 S 3 es parte del grupo Inuit, un cúmulo dinámico de satélites irregulares prógrados de Saturno que siguen órbitas similares.

## Características físicas
Tiene un diámetro de aproximadamente 2 kilómetros para una magnitud absoluta de 16,4.